# Émile Marcus
Émile Marcus PSS (ur. 29 czerwca 1930 w Neuilly-Plaisance) – francuski duchowny katolicki, arcybiskup Tuluzy w latach 1996-2006.

## Życiorys
Święcenia kapłańskie otrzymał 29 czerwca 1957.

## Episkopat
16 lutego 1977 papież Paweł VI mianował go biskupem pomocniczym archidiecezji paryskiej, ze stolicą tytularną Tres Tabernae. Sakry biskupiej udzielił mu 13 maja 1977 ówczesny arcybiskup Paryża – François Marty.
15 kwietnia 1982 został biskupem Nantes.
7 maja 1996 został biskupem arcybiskupem koadiutorem archidiecezji Tuluzy. Rządy w diecezji objął 3 grudnia 1996 po przejściu na emeryturę poprzednia.
11 lipca 2006 zrezygnował z urzędu, jego następcą został wyznaczony Robert Le Gall.